# 波皮夫齊 (列季奇夫區)
49°27′41″N 27°39′51″E / 49.46139°N 27.66417°E
波皮夫齊（烏克蘭語：Попівці）是位於烏克蘭西部的村莊，由赫梅利尼茨基州裡赫梅利尼茨基區的萊蒂奇夫市鎮負責管轄。該村面積1.1平方公里，海拔高度277米，2001年人口307，人口密度每平方公里288.5人。